# Нейский краеведческий музей
Не́йский краеве́дческий музе́й — муниципальное бюджетное учреждение культуры в городе Нея Нейского муниципального округа Костромской области. Полное наименование — Муниципальное бюджетное учреждение «Нейский краеведческий музей» Нейского муниципального округа Костромской области.

## История
Музей был основан 10 июня 1989 года решением исполнительного комитета Нейского городского Совета народных депутатов. Его открытие, состоявшееся 11 июня 1989 года, было приурочено к 60-летию образования Нейского района. Изначально, до 1 января 1990 года, музей работал на общественных началах.
Инициаторами создания музея выступили председатель горисполкома Г. Ф. Сердцев, заместитель председателя А. П. Козин, заведующий отделом культуры А. Р. Малов и директор художественной школы В. Н. Андреев. Первым директором (1989—1990), активно занимавшимся сбором будущих коллекций, стал Альберт Афанасьевич Юрьев (1931—2003). Первым смотрителем был Иван Александрович Новожилов (1921—2006) — участник Великой Отечественной войны, кавалер двух орденов Красной Звезды, ордена Отечественной войны I степени, награждённый медалями «За оборону Сталинграда», Жукова и другими. Первую экскурсию провёл местный краевед, учитель истории Андрей Андреевич Суворов. Первые витрины для экспозиции изготовил ветеран Великой Отечественной войны Михаил Александрович Цветков.
С 1 января 1990 года музей получил статус филиала Костромского объединённого историко-архитектурного музея-заповедника «Ипатьевский монастырь». С этого же года в музее начали работать Тамара Викторовна Субботина (научный сотрудник, с 1998 года — заведующая филиалом, позднее — директор муниципального музея) и Людмила Александровна Борисова (смотритель, позднее — научный сотрудник).
10 августа 2005 года, в связи с реорганизацией головного учреждения, Нейский филиал вошёл в состав Костромского государственного историко-архитектурного и художественного музея-заповедника.
2 июля 2018 года музей был преобразован в самостоятельное муниципальное казённое учреждение «Нейский краеведческий музей» муниципального района город Нея и Нейский район Костромской области (МКУ «Нейский краеведческий музей») . Это повлекло за собой необходимость заново формировать музейные фонды; по состоянию на конец 2021 — начало 2022 года основной фонд насчитывал 22 единицы хранения. До этого момента, за 29 лет работы в качестве филиала, было собрано 1651 предмет основного фонда и 2467 предметов научно-вспомогательного фонда.
12 января 2022 года, после преобразования муниципальных образований Нейского района в Нейский муниципальный округ, учреждение было переименовано в МКУ «Нейский краеведческий музей» Нейского муниципального округа Костромской области.
С 16 июня 2023 года тип учреждения изменён с казённого на бюджетное, и оно получило современное название — Муниципальное бюджетное учреждение «Нейский краеведческий музей» Нейского муниципального округа Костромской области.

## Здание
Музей располагается в двухэтажном здании, построенном в 1987—1989 годах. Изначально оно предназначалось для двухквартирного жилого дома для работников Нейского управления бытового обслуживания. Однако в связи с празднованием 60-летия Нейского района в 1989 году было принято решение разместить в новостройке краеведческий музей.
В 2007—2008 годах при поддержке Союза архитекторов России, Посольства Польши в РФ, Костромского музея-заповедника и местных предпринимателей в здании была заменена система водоснабжения, установлена новая пожарно-охранная сигнализация, отремонтирована выгребная яма, построено ограждение и веранда, обновлён санузел, приобретена оргтехника.
В 2019—2020 годах в рамках программы поддержки местных инициатив был проведён ремонт кровли. В 2023 году реализован проект по ремонту лестницы «Лестница в прошлое». Музей прошёл отбор для участия в федеральной программе, в рамках которой на 2025 год запланирован капитальный ремонт здания и его оснащение современным мультимедийным и выставочным оборудованием.

## Фонды и коллекции
За время работы музея сформированы коллекции:
- Нумизматика, бонистика, фалеристика;
- Фарфор, стекло, керамика (включая изделия фабрик М. С. Кузнецова, Ф. Я. Гарднера, Бармина, Храпунова-Новаго);
- Измерительные приборы и механизмы (часы настенные, напольные, карманные, песочные; граммофоны, патефоны);
- Бытовой и художественный металл (самовары, замки, ключи, коновальские бляхи);
- Фотографии (в том числе конца XIX — начала XX века и периода Великой Отечественной войны);
- Фонодокументы;
- Ткани (включая вышивку, образцы послевоенной моды, военную форму);
- Игрушки;
- Живопись, графика, скульптура;
- Предметы быта и этнографии;
- Личные вещи Героя Советского Союза адмирала флота Н. И. Смирнова.

Наибольший интерес у посетителей вызывают предметы быта, фото и документы 1900—1960-х годов, особенно периода 1930—1950-х годов, а также коллекции игрушек, самоваров, часов, граммофонов и патефонов, утюгов, колокольчиков.

## Экспозиции и деятельность
В музее действуют постоянные экспозиции, посвящённые истории города Нея, быту и этнографии края. Также представлены выставки коллекций (самовары, часы, фарфор). Одна из постоянных выставок — «Прошлое должно объединить нас во имя будущего», посвящённая Великой Отечественной войне.
Регулярно организуются временные тематические выставки. Среди проведённых выставок: «Ремесла земли Нейской» (2004), «Жаркий Афганистан» (2008), «80 лет Нейскому району» (2009), «Прошлое должно объединить нас во имя будущего» (к 65-летию Победы, 2010), «Романовы» (2011), «Фотовыставка Татьяны Смирновой» (2013), «10 лет без войны» (2014), «Синема» (2015), «Секреты дипломатии или сквозь континенты — в Нею» (2017).
Музей ведёт научно-исследовательскую, фондовую и культурно-просветительскую работу. Проводятся мероприятия для разных возрастных групп, интерактивные занятия для школьников (в том числе по программе «Истоки»), лекции, экскурсии. Музей участвовал в открытии в 2007 году мемориального комплекса на городском кладбище, посвящённого пребыванию польских граждан на территории Нейского района в 1940—1946 годах.